# Зіко Бюрместер
Зі́ко Бю́рместер (нід. Zico Buurmeester; нар. 7 червня 2002, Егмонд-ан-ден-Гуф) — нідерландський футболіст, півзахисник клубу АЗ.

## Клубна кар'єра

### АЗ
Виступав за юнацьку команду «Зевогелс», а 2012 року приєднався до академії АЗ. В січні 2020 року підписав з клубом свій перший професіональний контракт до середини 2022 року. В грудні 2020 року продовжив контракт з АЗ до літа 2024 року. 19 жовтня 2020 року в матчі проти «Волендам» дебютував в Еерстедивізі за дублерів АЗ.
13 серпня 2021 року в матчі Еерстедивізі проти клубу «Гелмонд Спорт» забив свій перший гол у професіональній кар'єрі. 5 грудня 2021 року дебютував в основному складі АЗ в поєдинку Ередивізі проти роттердамської «Спарти», вийшовши на заміну Фредріку Мідше. 25 січня 2023 року в поєдинку Ередивізі проти «Гоу Егед Іглз» забив свій перший гол за АЗ.
17 липня 2023 року продовжив контракт з АЗ до середини 2026 року.

#### Оренда в ПЕК (Зволле)
18 липня 2023 року відправився в сезонну оренду в ПЕК (Зволле). Дебютував 12 серпня в матчі чемпіонату проти «Спарти», вийшовши в стартовому складі. В січні 2024 року отримав травму гомілки, через яку пропустив близько трьох місяців. Всього провів за час оренди 18 поєдинків.

#### Повернення в АЗ
Влітку 2024 року повернувся з оренди в АЗ, де став гравцем першої команди. 25 вересня 2024 року в матчі групового етапу Ліги Європи УЄФА проти шведського «Ельфсборга» дебютував у єврокубках. Разом з командою дійшов до фіналу Кубка Нідерландів, де вона в пісумку поступилась «Гоу Егед Іглз» в серії пенальті.

## Статистика виступів
Станом на 14 серпня 2025
| Клуб              | Сезон             | Чемпіонат         | Чемпіонат | Чемпіонат | Кубок | Кубок | Єврокубки | Єврокубки | Інші  | Інші | Всього | Всього |
| Клуб              | Сезон             | Дивізіон          | Матчі     | Голи      | Матчі | Голи  | Матчі     | Голи      | Матчі | Голи | Матчі  | Голи   |
| ----------------- | ----------------- | ----------------- | --------- | --------- | ----- | ----- | --------- | --------- | ----- | ---- | ------ | ------ |
| Йонг АЗ           | 2020–21           | Еерстедивізі      | 20        | 0         | —     | —     | —         | —         | —     | —    | 20     | 0      |
| Йонг АЗ           | 2021–22           | Еерстедивізі      | 34        | 8         | —     | —     | —         | —         | —     | —    | 34     | 8      |
| Йонг АЗ           | 2022–23           | Еерстедивізі      | 27        | 4         | —     | —     | —         | —         | —     | —    | 27     | 4      |
| Йонг АЗ           | 2024–25           | Еерстедивізі      | 3         | 1         | —     | —     | —         | —         | —     | —    | 3      | 1      |
| Йонг АЗ           | Всього            | Всього            | 84        | 13        | 0     | 0     | 0         | 0         | 0     | 0    | 84     | 13     |
| АЗ                | 2021–22           | Ередивізі         | 2         | 0         | 0     | 0     | 0         | 0         | —     | —    | 2      | 0      |
| АЗ                | 2022–23           | Ередивізі         | 7         | 1         | 0     | 0     | 0         | 0         | —     | —    | 7      | 1      |
| АЗ                | 2023–24           | Ередивізі         | 0         | 0         | 0     | 0     | 0         | 0         | —     | —    | 0      | 0      |
| АЗ                | 2024–25           | Ередивізі         | 25        | 4         | 4     | 0     | 10        | 0         | 1     | 0    | 40     | 4      |
| АЗ                | 2025–26           | Ередивізі         | 0         | 0         | 0     | 0     | 4         | 0         | 0     | 0    | 4      | 0      |
| АЗ                | Всього            | Всього            | 34        | 5         | 4     | 0     | 14        | 0         | 1     | 0    | 53     | 5      |
| → ПЕК (Зволле)    | 2023–24           | Ередивізі         | 19        | 0         | 1     | 0     | —         | —         | —     | —    | 20     | 0      |
| Всього за кар'єру | Всього за кар'єру | Всього за кар'єру | 137       | 18        | 5     | 0     | 14        | 0         | 1     | 0    | 157    | 18     |

1. ↑  Матчі в Лізі Європи УЄФА
2. ↑  Матчі плей-оф Ередивізі за участь в єврокубках
3. ↑  Матчі в Лізі конференцій УЄФА